# Box-office France 2006
Cet article traite du box-office cinéma de 2006 en France.

## Les millionnaires
Par pays d'origine des films (Pays producteur principal)
- États-Unis : 24 films
- France : 18 films
- Algérie : 1 film
- Espagne : 1 film
- Royaume-Uni : 1 film
- Total : 45 films

| Classement | Titre                                               | Pays                  | Réalisateur                                  | Box-office France  | Semaines     |
| ---------- | --------------------------------------------------- | --------------------- | -------------------------------------------- | ------------------ | ------------ |
| 1.         | Les Bronzés 3 : Amis pour la vie                    |                       | Patrice Leconte                              | 10 355 930 entrées | 15 sem (fin) |
| 2.         | Pirates des Caraïbes 2 : Le Secret du coffre maudit | États-Unis d'Amérique | Gore Verbinski                               | 6 657 405 entrées  | 19 sem (fin) |
| 3.         | L'Âge de glace 2                                    | États-Unis d'Amérique | Carlos Saldanha                              | 6 642 528 entrées  | 22 sem (fin) |
| 4.         | Arthur et les Minimoys                              |                       | Luc Besson                                   | 6 396 989 entrées  | 24 sem (fin) |
| 5.         | Camping                                             | Fabien Onteniente     | 5 491 412 entrées                            | 24 sem (fin)       |              |
| 6.         | Da Vinci Code                                       | États-Unis d'Amérique | Ron Howard                                   | 4 189 814 entrées  | 20 sem (fin) |
| 7.         | Prête-moi ta main                                   |                       | Éric Lartigau                                | 3 734 704 entrées  | 21 sem (fin) |
| 8.         | Je vous trouve très beau                            | Isabelle Mergault     | 3 567 222 entrées                            | 27 sem (fin)       |              |
| 9.         | Indigènes                                           |                       | Rachid Bouchareb                             | 3 227 502 entrées  | 26 sem (fin) |
| 10.        | Casino Royale                                       | États-Unis d'Amérique | Martin Campbell                              | 3 182 602 entrées  | 14 sem (fin) |
| 11.        | Ne le dis à personne                                |                       | Guillaume Canet                              | 3 111 809 entrées  | 47 sem (fin) |
| 12.        | La Doublure                                         |                       | Francis Veber                                | 3 087 562 entrées  | 14 sem (fin) |
| 13.        | X-Men 3 : L'Affrontement final                      | États-Unis d'Amérique | Brett Ratner                                 | 2 824 519 entrées  | 15 sem (fin) |
| 14.        | Eragon                                              | États-Unis d'Amérique | Stefen Fangmeier                             | 2 792 673 entrées  | 9 sem (fin)  |
| 15.        | Volver                                              | Espagne               | Pedro Almodóvar                              | 2 349 220 entrées  | 31 sem (fin) |
| 16.        | OSS 117 : Le Caire, nid d'espions                   |                       | Michel Hazanavicius                          | 2 304 430 entrées  | 24 sem (fin) |
| 17.        | Le Diable s'habille en Prada                        | États-Unis d'Amérique | David Frankel                                | 2 177 476 entrées  | 21 sem (fin) |
| 18.        | Hors de prix                                        |                       | Pierre Salvadori                             | 2 153 956 entrées  | 12 sem (fin) |
| 19.        | Cars                                                | États-Unis d'Amérique | John Lasseter / Joe Ranft                    | 2 068 442 entrées  | 23 sem (fin) |
| 20.        | Fauteuils d'orchestre                               |                       | Danièle Thompson                             | 1 974 201 entrées  | 20 sem (fin) |
| 21.        | Mission impossible 3                                | États-Unis d'Amérique | J. J. Abrams                                 | 1 918 786 entrées  | 11 sem (fin) |
| 22.        | Bambi 2                                             | États-Unis d'Amérique | Brian Pimental                               | 1 890 576 entrées  | 14 sem (fin) |
| 23.        | Les Infiltrés                                       | États-Unis d'Amérique | Martin Scorsese                              | 1 875 783 entrées  | 37 sem (fin) |
| 24.        | Azur et Asmar                                       |                       | Michel Ocelot                                | 1 773 341 entrées  | 42 sem (fin) |
| 25.        | Miami Vice : Deux Flics à Miami                     | États-Unis d'Amérique | Michael Mann                                 | 1 576 194 entrées  | 9 sem (fin)  |
| 26.        | Les Rebelles de la forêt                            | États-Unis d'Amérique | Jill Culton / Roger Allers / Anthony Stacchi | 1 556 609 entrées  | 12 sem (fin) |
| 27.        | Happy Feet                                          | États-Unis d'Amérique | George Miller / Judy Morris / Warren Coleman | 1 519 778 entrées  | 27 sem (fin) |
| 28.        | Superman Returns                                    | États-Unis d'Amérique | Bryan Singer                                 | 1 495 213 entrées  | 12 sem (fin) |
| 29.        | Nos jours heureux                                   |                       | Olivier Nakache / Éric Toledano              | 1 473 273 entrées  | 18 sem (fin) |
| 30.        | Nos voisins, les hommes                             | États-Unis d'Amérique | Tim Johnson / Karey Kirkpatrick              | 1 471 602 entrées  | 22 sem (fin) |
| 31.        | Astérix et les Vikings                              |                       | Stefan Fjeldmark / Jesper Møller             | 1 374 027 entrées  | 22 sem (fin) |
| 32.        | Le Secret de Brokeback Mountain                     | États-Unis d'Amérique | Ang Lee                                      | 1 342 036 entrées  | 35 sem (fin) |
| 33.        | Lord of War                                         | États-Unis d'Amérique | Andrew Niccol                                | 1 322 203 entrées  | 21 sem (fin) |
| 34.        | Souris City                                         | États-Unis d'Amérique | David Bowers / Sam Fell                      | 1 302 832 entrées  | 27 sem (fin) |
| 35.        | Jean-Philippe                                       |                       | Laurent Tuel                                 | 1 288 541 entrées  | 11 sem (fin) |
| 36.        | Garfield 2                                          | États-Unis d'Amérique | Tim Hill                                     | 1 232 076 entrées  | 22 sem (fin) |
| 37.        | Marie-Antoinette                                    | États-Unis d'Amérique | Sofia Coppola                                | 1 223 207 entrées  | 30 sem (fin) |
| 38.        | Inside Man : L'Homme de l'intérieur                 | États-Unis d'Amérique | Spike Lee                                    | 1 166 242 entrées  | 22 sem (fin) |
| 39.        | La Maison du bonheur                                |                       | Dany Boon                                    | 1 146 962 entrées  | 13 sem (fin) |
| 40.        | Little Miss Sunshine                                | États-Unis d'Amérique | Jonathan Dayton / Valerie Faris              | 1 128 976 entrées  | 42 sem (fin) |
| 41.        | L'Ivresse du pouvoir                                |                       | Claude Chabrol                               | 1 103 122 entrées  | 12 sem (fin) |
| 42.        | Mon meilleur ami                                    |                       | Patrice Leconte                              | 1 067 616 entrées  | 9 sem (fin)  |
| 43.        | Comme t'y es belle !                                | Lisa Azuelos          | 1 066 999 entrées                            | 20 sem (fin)       |              |
| 44.        | Munich                                              | États-Unis d'Amérique | Steven Spielberg                             | 1 039 340 entrées  | 11 sem (fin) |
| 45.        | The Holiday                                         | États-Unis d'Amérique | Nancy Meyers                                 | 1 001 522 entrées  | 8 sem (fin)  |

## Box-office par semaine
| #  | Semaine                           | Film no 1                                                              | Pays              | Entrées           |
| -- | --------------------------------- | ---------------------------------------------------------------------- | ----------------- | ----------------- |
| 1  | 4 janvier au 10 janvier 2006      | Le Monde de Narnia : Le Lion, la Sorcière blanche et l'Armoire magique |                   | 663 268 entrées   |
| 2  | 11 janvier au 17 janvier 2006     | Je vous trouve très beau                                               |                   | 479 294 entrées   |
| 3  | 18 janvier au 24 janvier 2006     | Je vous trouve très beau                                               | 463 144 entrées   |                   |
| 4  | 25 janvier au 31 janvier 2006     | Munich                                                                 |                   | 425 873 entrées   |
| 5  | 1er février au 7 février 2006     | Les Bronzés 3 : Amis pour la vie                                       |                   | 3 906 694 entrées |
| 6  | 8 février au 14 février 2006      | Les Bronzés 3 : Amis pour la vie                                       | 2 453 333 entrées |                   |
| 7  | 15 février au 21 février 2006     | Les Bronzés 3 : Amis pour la vie                                       | 1 740 300 entrées |                   |
| 8  | 22 février au 28 février 2006     | Les Bronzés 3 : Amis pour la vie                                       | 1 060 810 entrées |                   |
| 9  | 1er mars au 7 mars 2006           | Les Bronzés 3 : Amis pour la vie                                       | 483 931 entrées   |                   |
| 10 | 8 mars au 14 mars 2006            | Underworld 2 : Évolution                                               |                   | 288 752 entrées   |
| 11 | 15 mars au 21 mars 2006           | Du jour au lendemain                                                   |                   | 308 489 entrées   |
| 12 | 22 mars au 28 mars 2006           | Destination finale 3                                                   |                   | 405 218 entrées   |
| 13 | 29 mars au 4 avril 2006           | La Doublure                                                            |                   | 1 164 333 entrées |
| 14 | 5 avril au 11 avril 2006          | L'Âge de glace 2                                                       |                   | 2 171 810 entrées |
| 15 | 12 avril au 18 avril 2006         | L'Âge de glace 2                                                       | 1 723 886 entrées |                   |
| 16 | 19 avril au 25 avril 2006         | L'Âge de glace 2                                                       | 1 043 524 entrées |                   |
| 17 | 26 avril au 2 mai 2006            | Camping                                                                |                   | 1 879 507 entrées |
| 18 | 3 mai au 9 mai 2006               | Camping                                                                | 1 139 388 entrées |                   |
| 19 | 10 mai au 16 mai 2006             | Camping                                                                | 616 565 entrées   |                   |
| 20 | 17 mai au 23 mai 2006             | Da Vinci Code                                                          |                   | 1 707 373 entrées |
| 21 | 24 mai au 30 mai 2006             | X-Men 3 : L'Affrontement final                                         |                   | 1 548 582 entrées |
| 22 | 31 mai au 6 juin 2006             | X-Men 3 : L'Affrontement final                                         | 631 250 entrées   |                   |
| 23 | 7 juin au 13 juin 2006            | La Maison du bonheur                                                   |                   | 275 370 entrées   |
| 24 | 14 juin au 20 juin 2006           | Cars                                                                   |                   | 438 793 entrées   |
| 25 | 21 juin au 27 juin 2006           | Cars                                                                   | 502 076 entrées   |                   |
| 26 | 28 juin au 4 juillet 2006         | Nos jours heureux                                                      |                   | 252 982 entrées   |
| 27 | 5 juillet au 11 juillet 2006      | Nos voisins, les hommes                                                |                   | 415 679 entrées   |
| 28 | 12 juillet au 18 juillet 2006     | Superman Returns                                                       |                   | 640 412 entrées   |
| 29 | 19 juillet au 25 juillet 2006     | Superman Returns                                                       | 359 917 entrées   |                   |
| 30 | 26 juillet au 1er août 2006       | Garfield 2                                                             |                   | 268 377 entrées   |
| 31 | 2 août au 8 août 2006             | Pirates des Caraïbes 2 : Le Secret du coffre maudit                    |                   | 2 708 112 entrées |
| 32 | 9 août au 15 août 2006            | Pirates des Caraïbes 2 : Le Secret du coffre maudit                    | 1 413 059 entrées |                   |
| 33 | 16 août au 22 août 2006           | Pirates des Caraïbes 2 : Le Secret du coffre maudit                    | 880 005 entrées   |                   |
| 34 | 23 août au 29 août 2006           | Pirates des Caraïbes 2 : Le Secret du coffre maudit                    | 621 442 entrées   |                   |
| 35 | 30 août au 5 septembre 2006       | Pirates des Caraïbes 2 : Le Secret du coffre maudit                    | 341 977 entrées   |                   |
| 36 | 6 septembre au 12 septembre 2006  | Je vais bien, ne t'en fais pas                                         |                   | 207 069 entrées   |
| 37 | 13 septembre au 19 septembre 2006 | Quand j'étais chanteur                                                 | 391 284 entrées   |                   |
| 38 | 20 septembre au 26 septembre 2006 | World Trade Center                                                     |                   | 391 102 entrées   |
| 39 | 27 septembre au 3 octobre 2006    | Indigènes                                                              |                   | 834 805 entrées   |
| 40 | 4 octobre au 10 octobre 2006      | Indigènes                                                              | 590 812 entrées   |                   |
| 41 | 11 octobre au 17 octobre 2006     | Indigènes                                                              | 459 803 entrées   |                   |
| 42 | 18 octobre au 24 octobre 2006     | Indigènes                                                              | 390 940 entrées   |                   |
| 43 | 25 octobre au 31 octobre 2006     | Les Rebelles de la forêt                                               |                   | 486 750 entrées   |
| 44 | 1er novembre au 7 novembre 2006   | Prête-moi ta main                                                      |                   | 1 065 610 entrées |
| 45 | 8 novembre au 14 novembre 2006    | Prête-moi ta main                                                      | 709 067 entrées   |                   |
| 46 | 15 novembre au 21 novembre 2006   | Prête-moi ta main                                                      | 547 198 entrées   |                   |
| 47 | 22 novembre au 28 novembre 2006   | Casino Royale                                                          |                   | 1 260 348 entrées |
| 48 | 29 novembre au 5 décembre 2006    | Casino Royale                                                          | 715 873 entrées   |                   |
| 49 | 6 décembre au 12 décembre 2006    | Casino Royale                                                          | 391 409 entrées   |                   |
| 50 | 13 décembre au 19 décembre 2006   | Arthur et les Minimoys                                                 |                   | 1 510 369 entrées |
| 51 | 20 décembre au 26 décembre 2006   | Arthur et les Minimoys                                                 | 1 135 744 entrées |                   |
| 52 | 27 décembre au 2 janvier 2007     | Arthur et les Minimoys                                                 | 1 722 990 entrées |                   |